# 演劇人は、夜な夜な、下北の街で呑み明かす…
『演劇人は、夜な夜な、下北の街で呑み明かす…』は、スカパー!が制作し、BSスカパー!で放送されていたテレビ番組。
2016年2月21日に「演劇人は、夜な夜な、下北の街で語り合う…」というタイトルでスペシャル番組として放送され、2016年4月28日より改題の上、レギュラー番組として放送開始。2018年9月25日に終了。2016年5月からは毎月第3、第4水曜日の午後11時より放送されていた。2019年3月30日・31日に特別番組として復活、前後編に分けて放送される。

## 番組内容
- 演劇を愛する人々（演劇人）が下北沢の居酒屋に集まり、酒を酌み交わしながら、演劇についてトークしていく番組。
- 「自分より素敵な演劇仲間を連れてくること。」を番組のルールとしており、出演者が別のメンバーを招待する形で出演者が決まっている。
- 1回の収録を60分ずつの前後編にして放送している。

## 出演者
- ナレーション：上地春奈

## 放送リストおよびゲスト
特番「演劇人は、夜な夜な、下北の街で語り合う…」(2016年2月21日放送)
- 水野美紀
- 山崎樹範
- 川本成
- 野口かおる
- 大堀こういち
- 小林顕作
- 池田鉄洋
- 野間口徹

第一夜（2016年4月27日放送）
- 水野美紀
- 山崎樹範
- 川本成
- 野口かおる
- 大堀こういち
- 佐藤仁美
- 福澤重文
- 松尾貴史
- オクイシュージ

第二夜（2016年5月18日放送[前編]、2016年5月25日放送[後編]）
- 水野美紀（幹事）
- 野口かおる
- 佐藤仁美
- 池谷のぶえ
- 平田敦子
- 澤田育子
- 上地春奈

第三夜（2016年6月29日放送）
- 山崎樹範（幹事）
- 姜暢雄
- マンボウやしろ
- 藤田記子
- 千代田信一
- 六角精児
- 鷲尾昇
- 酒井敏也

第四夜（2016年7月20日放送[前編]、2016年7月27日放送[後編]）
- 池田鉄洋（幹事）
- 高橋ひとみ
- 中山祐一朗
- 森下亮
- 大竹浩一
- 村岡希美
- 渡辺いっけい
- 久保貫太郎

第五夜（2016年8月17日放送[前編]、2016年8月24日放送[後編]）
- 川本成
- 喜安浩平
- 新谷真弓
- 根本宗子
- 八十田勇一
- 小林健一
- 長井短
- 佐野大樹

第六夜（2016年9月21日放送[前編]、2016年9月28日放送[後編]）
- 水野美紀（プロペラ犬）
- 松村武（カムカムミニキーナ）
- えのもとぐりむ（居酒屋ベースボール）
- 山田佳奈（□字ック）
- 町田マリー（毛皮族）
- 清水宏
- 与座よしあき
- ノゾエ征爾（劇団はえぎわ)

第七夜（2016年10月19日放送[前編]、2016年10月26日放送[後編]）
- 大堀こういち
- 温水洋一
- 福田転球
- 大倉孝二
- 高田聖子
- みのすけ
- 諏訪雅
- ブルー&スカイ

第八夜（2016年11月16日放送[前編]、2016年11月23日放送[後編]）
- 根本宗子
- 長井短
- 田村健太郎
- ファーストサマーウイカ
- 早織
- 趣里
- 小沢道成

番外編 ドラマ「弱虫ペダル」SP（2016年12月14日放送）
- 郷本直也
- 深澤大河
- 小越勇輝
- 馬場良馬
- 友常勇気
- 鯨井康介
- 八島諒
- 木村達成

第九夜（2016年12月21日放送[前編]、2016年12月28日放送[後編]）
- 東地宏樹
- 犬山イヌコ
- 竹内順子
- 甲斐田ゆき
- 朴璐美
- 小野賢章
- 高木渉
- 三木眞一郎

第十夜（2017年1月18日放送[前編]、2017年1月25日放送[後編]）
- 野口かおる
- 佐藤二朗
- 瀬戸カトリーヌ
- 佐藤貴史
- 近江谷太朗
- 遊井亮子
- 加藤啓
- 高木渉

第十一夜（2017年3月22日放送[前編]、2017年3月22日放送[後編]）
- 澤田育子
- 高橋由美子
- 藤田記子
- 中村中
- MINAKO
- 小野寺ずる
- 宮下今日子
- 野口かおる

第十二夜（2017年5月17日放送[前編]、2017年5月24日放送[後編]）
- 渡辺いっけい
- 高田聖子
- 徳井優
- 鈴木裕美
- 北村有起哉
- 久ヶ沢徹
- 村木よし子
- 中村まこと

第十三夜（2017年7月19日放送[前編]、2017年7月26日放送[後編]）
- 山崎樹範
- 田村亮
- 相島一之
- 池谷のぶえ
- 大関真
- 石井智也
- 今井隆文
- 山本匠馬

第十四夜（2017年9月20日放送[前編]、2017年9月27日放送[後編]）
- 深沢敦
- 小川菜摘
- 大谷亮介
- 千葉雅子
- 杏子
- 土屋佑壱
- 草野とおる
- 津村知与支

第十五夜（2017年11月15日放送[前編]、2017年11月22日放送[後編]）
- 吉田メタル
- 橋本じゅん
- 堀部圭亮
- 橋本さとし
- 岸祐二
- 矢崎広
- 松田凌
- 野口かおる

第十六夜（2018年1月17日放送[前編]、2018年1月24日放送[後編]）
- 相島一之
- 小林隆
- 内田慈
- おかやまはじめ
- 七瀬なつみ
- 宮地雅子
- 朝倉伸二
- 佐藤貴史

番外編 ドラマ「I"s」スペシャル（2018年3月31日放送）
- 岡山天音
- 小越勇輝
- 伊島空
- 冨田佳輔
- 水石亜飛夢
- 桂正和
- 宇梶剛士
- 豊島圭介

第十七夜（2018年4月18日放送[前編]、2018年4月25日放送[後編]）
- 山田佳奈
- 美保純
- 鬼頭真也
- 浅野康之
- 益山寛司
- 宮下雄也
- 多田直人
- 日高ボブ美

第十八夜（2018年5月22日放送[前編]、2018年5月29日放送[後編]）
- 川本成
- 和田琢磨
- 竹井亮介
- 高橋良輔
- 本多力
- 葉山昴
- 島口哲朗
- 富田翔

第十九夜（2018年7月17日放送[前編]、2018年7月24日放送[後編]）
- 小手伸也
- 小池栄子
- 辰巳智秋
- 小林至
- 山岸拓生
- 成清正紀
- 吉田晋一
- 新垣里沙

第二十夜（2018年9月18日放送[前編]、2018年9月25日放送[後編]）（最終回）
- 水野美紀（進行役）
- 山崎樹範（進行役）
- その他過去出演者らが多数出演

第二十一夜（2019年3月30日放送[前編]、2019年3月31日放送[後編]）（特別編）

- 小越勇輝
- 須賀健太
- 宮崎秋人
- 萩原みのり
- 赤澤燈
- 鳥越裕貴
- 長村航希
- 小関裕太

## スタッフ
- 挿入歌：GLIM SPANKY「ワイルド・サイドを行け」
- 構成：板坂尚、河野有
- TD/CAM：長谷川哲也
- CAM：藤本裕武、大鋸玄記
- VE：阿保穀、田中博
- 音声：西野和洋
- 技術協力：千代田ビデオ、e-naスタジオ
- 編成：上田徹、渡部康弘
- 広報：鈴木眞美
- WEB：大川美春
- SNS：池田瑠璃子
- 音響効果：松長芳樹
- 編集：佐々木基次、荒川雅行
- MA：浜中美穂、曽田玲衣奈
- AP：高橋奈央、山口ななえ、岩間有香、こばちえ
- ディレクター：有働陽将、佐藤初好
- 演出：浅野克己（D-PORT）
- プロデューサー：清野正一郎、谷田磨隆
- 制作協力：P-COMPANY
- 制作著作：スカパー